# Cold as Ice (Ava Max)
Cold as Ice è un singolo promozionale della cantante statunitense Ava Max, pubblicato il 24 gennaio 2023 e incluso nel secondo album in studio Diamonds & Dancefloors.

## Descrizione
Dal punto di vista tematico, il testo del brano è simile a quello del singolo precedente della cantante, One of Us, nel quale si fa riferimento a una relazione disequilibrata e nella quale l'interprete sembra essere l'unica parte disposta a impegnarsi. Musicalmente, la traccia è stata descritta come "disco-pop e vulnerabile", con uno stile synth che ricorda gli anni ottanta e con alcuni elementi alt-pop tipici del cantautore canadese The Weeknd.

## Tracce
Testi e musiche di Amanda Ava Koci, Connor McDonough, Henry Walter, Jakke Erixson, Madison Love, Riley McDonough.
1. Cold as Ice – 2:23